# Bledzewo
Bledzewo – wieś w Polsce położona w województwie mazowieckim, w powiecie sierpeckim, w gminie Sierpc. Ma status sołectwa.
| SIMC    | Nazwa            | Rodzaj    |
| ------- | ---------------- | --------- |
| 0574698 | Budy Bledzewskie | część wsi |

Prywatna wieś szlachecka Bledzewo Wielkie położona była w drugiej połowie XVI wieku w powiecie sierpeckim województwa płockiego. W latach 1975–1998 miejscowość administracyjnie należała do województwa płockiego.
Działa tu Ośrodek Rekreacyjno - Wypoczynkowy PLL LOT w Bledzewie, położony 1,5 km od wsi Bledzewo nad Jeziorem Bledzewskim. We wsi znajduje się szkoła podstawowa oraz filia biblioteki publicznej w Sierpcu utworzona w 1968 na potrzeby uczniów tej szkoły.. Wieś posiada połączenie autobusowe PKS obsługiwane przez PKS w Płocku S.A. m.in. z miastem Sierpc.